# Piazza della Repubblica (Rom)

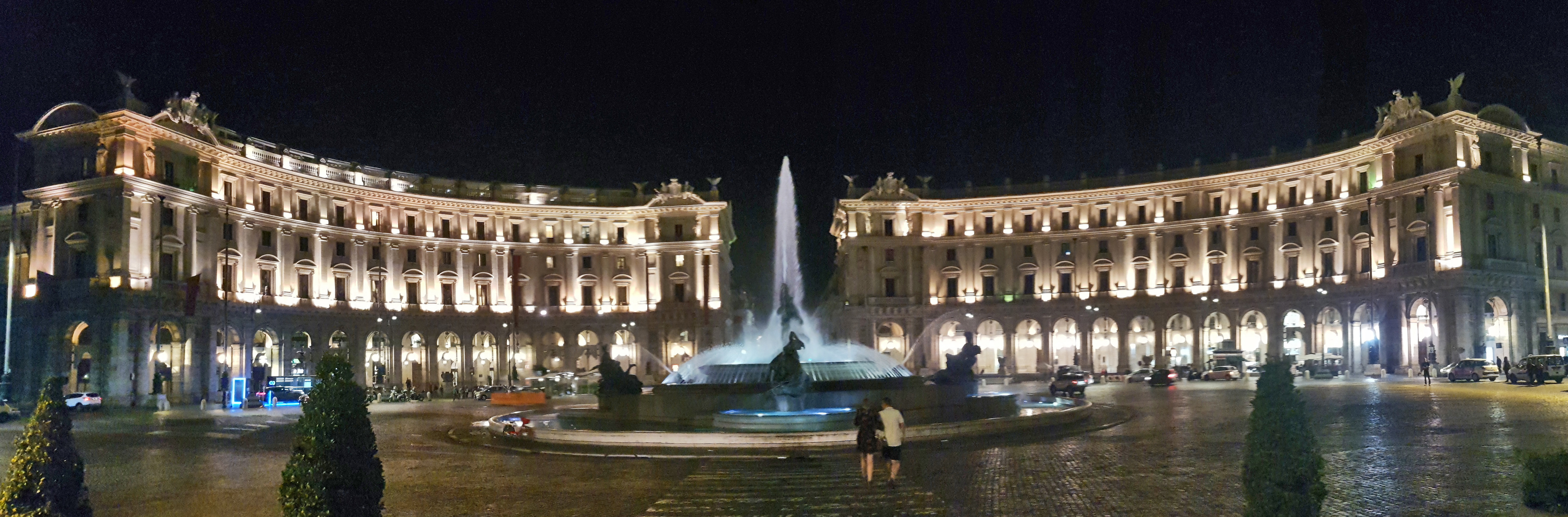
Piazza della Repubblica

Die Piazza della Repubblica (deutsch „Platz der Republik“) ist ein halbkreisförmiger Platz in Rom in der Nähe des Bahnhofs Roma Termini. Der frühere Name des Platzes war Piazza dell’Esedra, er ist noch heute sehr gebräuchlich. Er rührt von der Exedra der Diokletiansthermen, die bis heute die Platzgestalt bestimmt, her. Die monumentalen halbkreisförmigen Gebäude am Platzrand, die 1887 bis 1898 nach Plänen von Gaetano Koch errichtet wurden, zeichnen diese Exedra nämlich bis heute nach (eines ist heute das Hotel Exedra, zugehörig zur Gruppe der Boscolo Hotels). Die Basilica Santa Maria degli Angeli e dei Martiri steht ebenfalls auf einem Teil der antiken Thermenanlage, Michelangelo verwendete das Tepidarium als einen der Flügel seines Plans in der Form eines griechischen Kreuzes. Auch die Kirche San Bernardo alle Terme entstand aus einem Teil der Thermenanlage.
In der Mitte des Platzes steht der einst heiß umstrittene Najaden-Brunnen.